# Regula Grauwiller
Regula Grauwiller (née le 10 décembre 1970 à Liestal, canton de Bâle-Campagne) est une actrice suisse.

## Biographie
Regula Grauwiller naît et grandit à Liestal. Au gymnase, elle suit les cours optionnels de théâtre qui éveillent sa passion. Elle se présente alors au concours d'entrée à l'École de théâtre de Berlin, qu'elle réussit : sur 1 000 candidats, elle est parmi les quatorze admis. Dès 1992, elle fait ses premiers pas au cinéma. Elle obtient des rôles dans plusieurs séries policières et dans de nombreux téléfilms. En 2000, elle quitte Berlin pour Munich.
En 2003, elle retourne en Suisse et s'installe à Liestal en compagnie de l'acteur allemand Jophi Ries. Le couple a trois enfants.
À côté de son métier d'actrice, elle participe à des séances de lecture publique en bibliothèque. Elle contribue aussi à l'élaboration de livres audio à destination des aveugles.

## Filmographie

### Films et téléfilms
- 1993 : Dann eben mit Gewalt (téléfilm), de Rainer Kaufmann
- 1993 : Einfach nur Liebe, de Peter Timm
- 1995 : Anna – Im Banne des Bösen (téléfilm), de Dagmar Damek
- 1995 : Unbeständig und kühl, de Sandra Nettelbeck
- 1996 : Schuldig auf Verdacht, de Petra Haffter
- 1997 : Liebesfeuer, de Hartmut Schoen
- 1998 : Mammamia, de Sandra Nettelbeck
- 1998 : Cascadeur – Die Jagd nach dem Bernsteinzimmer, de Hardy Martins
- 1998 : L'Engrenage (Kurz und schmerzlos), de Fatih Akin
- 1998 : Supersingle, de Sharon von Wietersheim
- 1998 : Der Bunker – Eine todsichere Falle, de Hans Horn
- 1999 : Gran Paradiso (en), de Miguel Alexandre
- 2000 : Der Himmel kann warten, de Brigitte Müller
- 2001 : Bella Martha, de Sandra Nettelbeck
- 2006 : Handyman, de Jürg Ebe
- 2009 : Cargo, de Ivan Engler et Ralph Etter
- 2010 : Kongo, de Peter Keglevic
- 2012 : Der Teufel von Mailand, de Markus Welter
- 2013 : Les Suisses (Die Schweizer)
- 2014 : Katie Fforde – An deiner Seite
- 2015 : Die Dienstagsfrauen – Zwischen Kraut und Rüben
- 2015 : Süßer September
- 2016 : Neben der Spur – Todeswunsch
- 2017 : Blue My Mind
- 2017 : Wilsberg – Straße der Tränen
- 2018 : Das Traumschiff – Malediven
- 2018 : WaPo Bodensee
- 2019 : Inga Lindström
- 2019 : Zimmer mit Stall – Tierisch gute Ferien

### Séries télévisées
- 1995 : Tatort – Falsches Alibi
- 1996 : Tatort – Wer nicht schweigt, muß sterben
- 2012 : Tatort – Skalpell
- 2015 : Sibel & Max (épisode 1x03: Lauffeuer)
- depuis 2015 : Der Bergdoktor
- 2016 : Katie Fforde: Die Frau an seiner Seite
- 2017 : SOKO Donau – Dicke Luft
- 2017 : Unter anderen Umständen
- 2019 : Morden im Norden